# Stefan II (książę Bawarii)
Stefan II (ur. 1319, zm. w maju 1375 w Landshut) – książę Bawarii wraz z braćmi od 1347 do 1349 r., książę Dolnej Bawarii wraz z braćmi od 1349 do 1353 r., książę Bawarii-Landshut od 1353 r. z dynastii Wittelsbachów.

## Życiorys

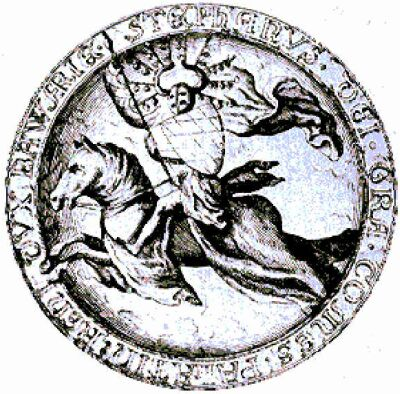
Pieczęć Stefana II

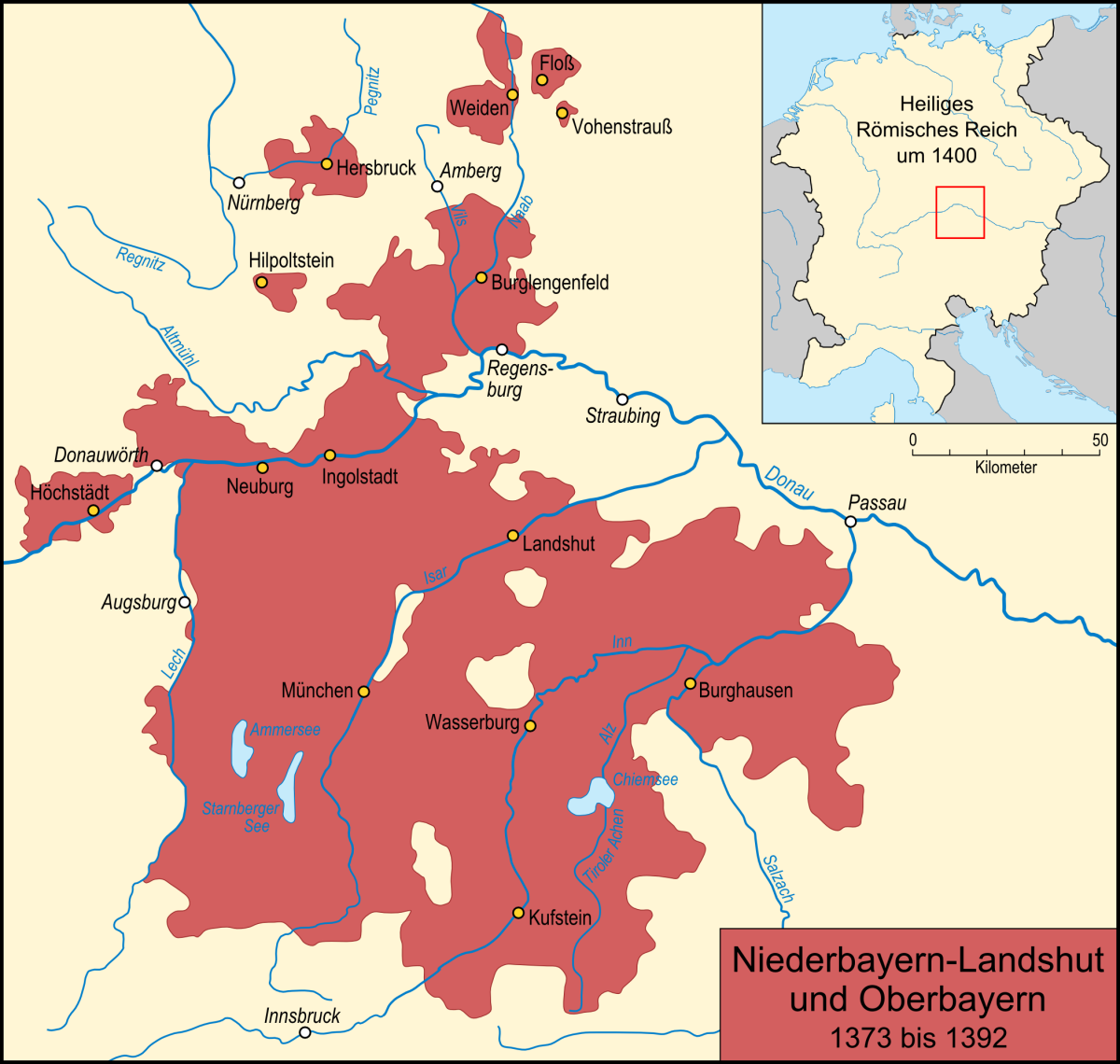
Zasięg bawarskiego władztwa Stefana II w chwili jego śmierci

Stefan II był drugim synem cesarza i księcia bawarskiego Ludwika IV i jego pierwszej żony, Beatrycze, córki Bolka I Surowego, księcia świdnickiego. Od 1334 roku uczestniczył w życiu publicznym, wraz ze starszym bratem Ludwikiem. Stefan dostał urząd wikariusza Rzeszy w Szwabii i Alzacji. Obaj brali udział w bitwach i wojnach, w których odznaczyli się umiejętnościami dowódczymi. Śmierć ojca w październiku 1347 roku zastała Stefana podczas kampanii przeciwko miastom szwabskim, które opowiedziały się za przeciwnikiem Ludwika Bawarskiego i antykrólem Niemiec Karolem IV Luksemburskim. To zmieniło sytuację na niekorzyść Wittelsbachów. Stefan pogodził się z Karolem i uznał jego władzę, a nawet – na początku lat 50. – nawiązał z nim bliższe stosunki.
Początkowo po śmierci ojca Stefan, wraz z pięcioma braćmi, objął rządy w całej Bawarii (ojcowizna obejmowała także inne ziemie w Niemczech, jednak Brandenburgia i Tyrol przypadły starszemu bratu Stefana, Ludwikowi V, jeszcze za życia ojca). Już w 1349 roku bracia dokonali podziału ojcowizny, przy czym Stefanowi oraz dwóm młodszym braciom: Wilhelmowi I i Albrechtowi I przypadła Dolna Bawaria. Już w 1353 roku doszło do dalszego podziału Dolnej Bawarii, w którym Stefan zatrzymał sobie większą jej część ze stolicą w Landshut, braciom oddając część ze Straubing (Wilhelm został także hrabią Holandii).
W 1355 roku Stefan towarzyszył Karolowi IV Luksemburskiemu w jego wyprawie do Włoch i koronacji cesarskiej. Jednak wkrótce potem Stefan poróżnił się z cesarzem i zaczął szukać sojuszników u Habsburgów. Konflikt księcia z cesarzem pogłębiła Złota Bulla, która nie przyznała mu prawa głosu w elekcji cesarskiej.
W 1361 roku zmarł starszy brat Stefana, Ludwik, który po podziale z 1351 roku panował w Górnej Bawarii. Następcą został jeden bratanek, młody Meinhard. Wybuchła wojna domowa; Stefan II pokonał stronnictwo arystokratyczne, które wydało mu Meinharda i objął faktyczną kontrolę nad Górną Bawarią. Aby zagwarantować sobie przewagę, Stefan zawarł przymierze z księciem austriackim Rudolfem IV, faktycznie skierowane także przeciwko cesarzowi. Meinhard co prawda zdołał uciec do Tyrolu, jednak już wkrótce, w styczniu 1363 roku zmarł, i Stefan II bez większych problemów przyłączył Górną Bawarię do swego władztwa, jak najstarszy z jego stryjów. Cesarz jednak doprowadził do tego, aby Stefan nie mógł odziedziczyć Branenburgii w przypadku ewentualnej bezpotomnej śmierci innych jego braci.
Tymczasem Stefan rozpoczął walkę o pozostałą część dziedzictwa po Meinhardzie – Tyrol, który matka zmarłego księstwa oddała Rudolfowi Habsburgowi. Wojna o sukcesję tyrolską pomiędzy Stefanem a jego dotychczasowym sprzymierzeńcem i jego następcami (a także wspierającymi ich arcybiskupami Salzburga), trwała sześć lat, a szala zwycięstwa przechylała się na obie strony. Próba interwencji u cesarza okazała się bezskuteczna – niechętny Stefanowi Karol Luksemburski uznał władzę Habsburgów nad Tyrolem. Mimo to Stefan przyjął tytuł hrabiego Tyrolu. Wkrótce potem odwrócili się przeciwko niemu krewni – dwaj bracia władający Brandenburgią zawarli sojusz z Habsburgami. Dla odmiany, Stefan pozyskał sojuszników w hrabiach Gorycji i królu węgierskim Ludwiku. Kampania z 1368 roku przyniosła Stefanowi liczne sukcesy, jednak finansowe problemy księcia spowodowały, że w 1369 roku zgodził się w układzie pokojowym odstąpić swoje zdobycze w zamian za wysokie odszkodowanie (166 tys. florenów).
Stefan po raz kolejny zwrócił się wtedy przeciwko cesarzowi, zawierając sojusz z Wittelsbachami z Palatynatu, królem węgierskim i z niechętnym mu do niedawna bratem Albrechtem I. Cesarz zdołał jednak rozbić ten sojusz obiecując Albrechtowi, iż jego córka wyjdzie za cesarskiego syna. Stefan wysłał jednak swego syna Fryderyka na pomoc swemu bratu Ottonowi, który w Brandenburgii prowadził walki przeciwko cesarzowi. Nie zdołał jednak zapobiec utracie przez Wittelsbachów tego kraju. Stefan otrzymał w zamian jednak finansowe odszkodowanie, które pozwoliło mu na konsolidowanie bawarskiego państwa poprzez wykupywanie niewielkich władztw w tym regionie. Ostatnie lata życia Stefan spędził w pokoju, dbając o gospodarkę swego księstwa i próbując naprawić nadszarpnięte stosunki z dotychczasowymi przeciwnikami.

## Życie prywatne
Pierwszą żoną Stefana była Elżbieta, córka króla sycylijskiego Fryderyka II. Ze związku tego pochodziło czworo dzieci:
- Stefan III, ur. ok. 1337, książę bawarski,
- Agnieszka, ur. ok. 1338, żona króla Cypru Jakuba I,
- Fryderyk, ur. ok. 1339, książę bawarski,
- Jan II, ur. ok. 1341, książę bawarski.

Elżbieta zmarła w 1349 roku. Dziesięć lat później Stefan poślubił Małgorzatę, córkę burgrabiego Norymbergi Jana II. To małżeństwo pozostało bezdzietne.